# بريكين ماير
بريكين ماير (بالإنجليزية: Breckin Meyer)‏ ، من مواليد 7 مايو 1974 ، وهو ممثل أمريكي كوميدي وكاتب ، شارك بعدة أفلام ، ومنها فيلم رات ريس عام 2001م.

## وصلة خارجية
- بريكين ماير على موقع IMDb (الإنجليزية)
- بريكين ماير على موقع روتن توميتوز (الإنجليزية)
- بريكين ماير على موقع ألو سيني (الفرنسية)
- بريكين ماير على موقع ميوزك برينز (الإنجليزية)
- بريكين ماير على موقع تيرنر كلاسيك موفيز (الإنجليزية)
- بريكين ماير على موقع أول موفي (الإنجليزية)
- بريكين ماير على موقع بوكس أوفيس موجو (الإنجليزية)
- بريكين ماير على موقع قاعدة بيانات الأفلام السويدية (السويدية)
- بريكين ماير على موقع إن إن دي بي (الإنجليزية)
- بريكين ماير على موقع ديسكوغز (الإنجليزية)